# Centaurea nigrescens
Il fiordaliso nerastro  (nome scientifico  Centaurea nigrescens  Willd., 1803) è una pianta erbacea, angiosperma dicotiledone, perenne appartenente alla famiglia delle Asteraceae.

## Etimologia
Il nome generico (Centaurea) deriva dal Centauro Chirone. Nella mitologia greca si racconta che Chirone, ferito ad un piede, guarì medicandosi con una pianta di fiordaliso. L'epiteto specifico di questa pianta ( nerastro ) fa riferimento al colore di alcune sue parti (probabilmente agli apici delle squame).

Il binomio scientifico della pianta di questa voce è stato proposto dal botanico, farmacista e micologo tedesco Carl Ludwig Willdenow (Berlino, 22 agosto 1765 – Berlino, 10 luglio 1812) nella pubblicazione ” Species Plantarum ed. 4, 3(3)” pubblicata nel 1803.

## Descrizione
(La seguente descrizione è relativa alla specie  Centaurea nigrescens  s.l.; per i dettagli delle varie sottospecie vedere più avanti.)

L'altezza di queste piante varia da 4 a 10 dm (massimo 15 dm). La forma biologica è emicriptofita scaposa (H scap), ossia sono piante perenni, con gemme svernanti al livello del suolo e protette dalla lettiera o dalla neve, dotate di un asse fiorale eretto e spesso privo di (o con poche) foglie. L'habitus di queste piante può essere sia glabro che tomentoso.

### Radici
Le radici sono secondarie da rizoma. 

### Fusto
La parte aerea del fusto è eretta, striata e abbondantemente ramosa; anche i rami sono eretto-patenti.

### Foglie
Le foglie si distinguono in foglie inferiori (o basali) e quelle superiori. La superficie varia da verde-scabra a bianco-tomentosa. Quelle basali possono essere picciolate ed hanno la lamina a contorno più o meno lanceolato; sono intere o raramente dentate (o eventualmente lobate). Quelle superiori sono progressivamente più piccole e sessili; la lamina ha un contorno ovato-lanceolato con base ristretta e forma pennatosetta. Dimensione delle foglie inferiori: larghezza 1 – 2 cm; lunghezza 3 – 6 cm (massimo 25 cm). 

### Infiorescenza

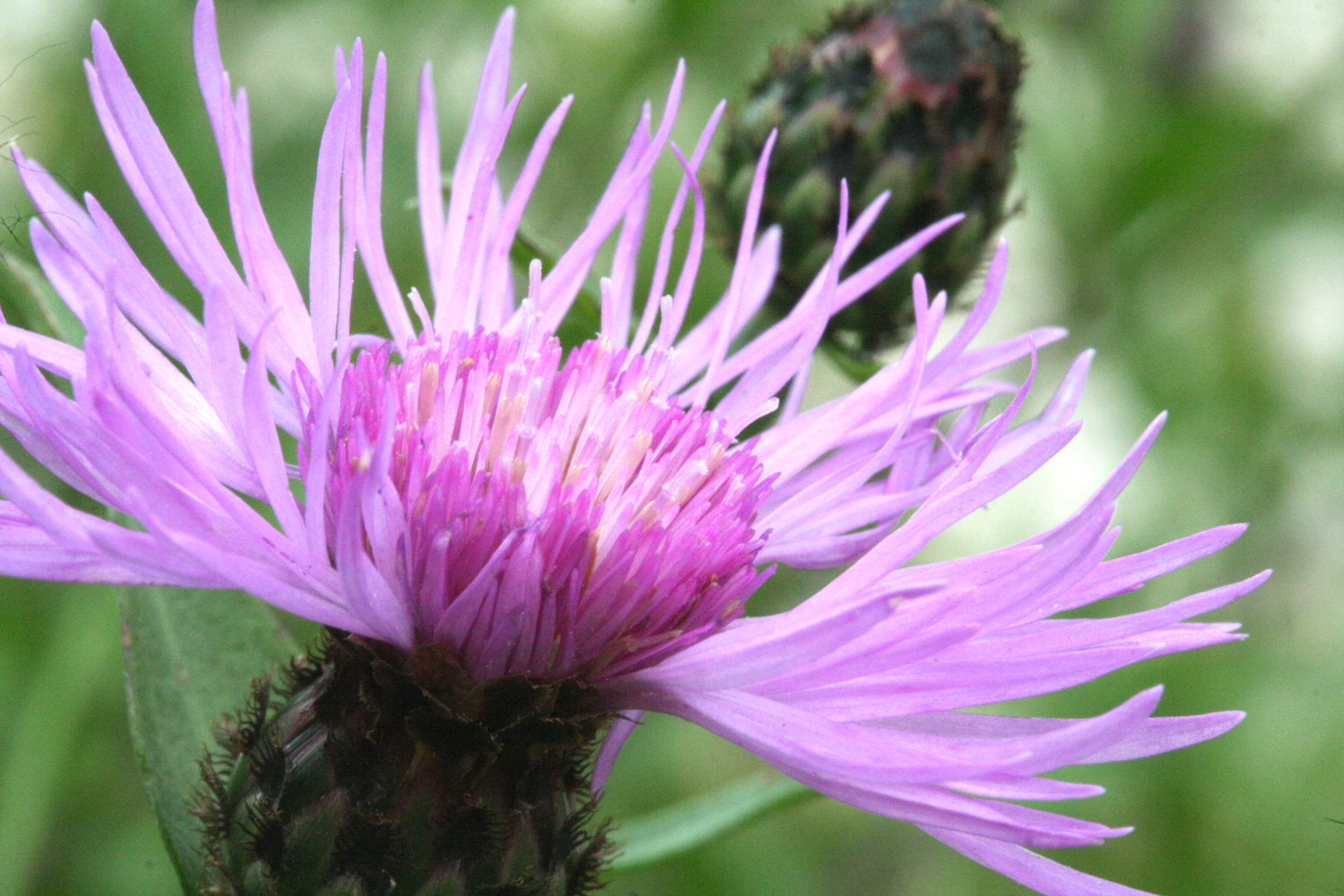
Il capolino
Località: Giardino Botanico Alpino "Giangio Lorenzoni", Pian Cansiglio, Tambre d'Alpago (BL), 1000 m s.l.m. - Data: 28-07-2012

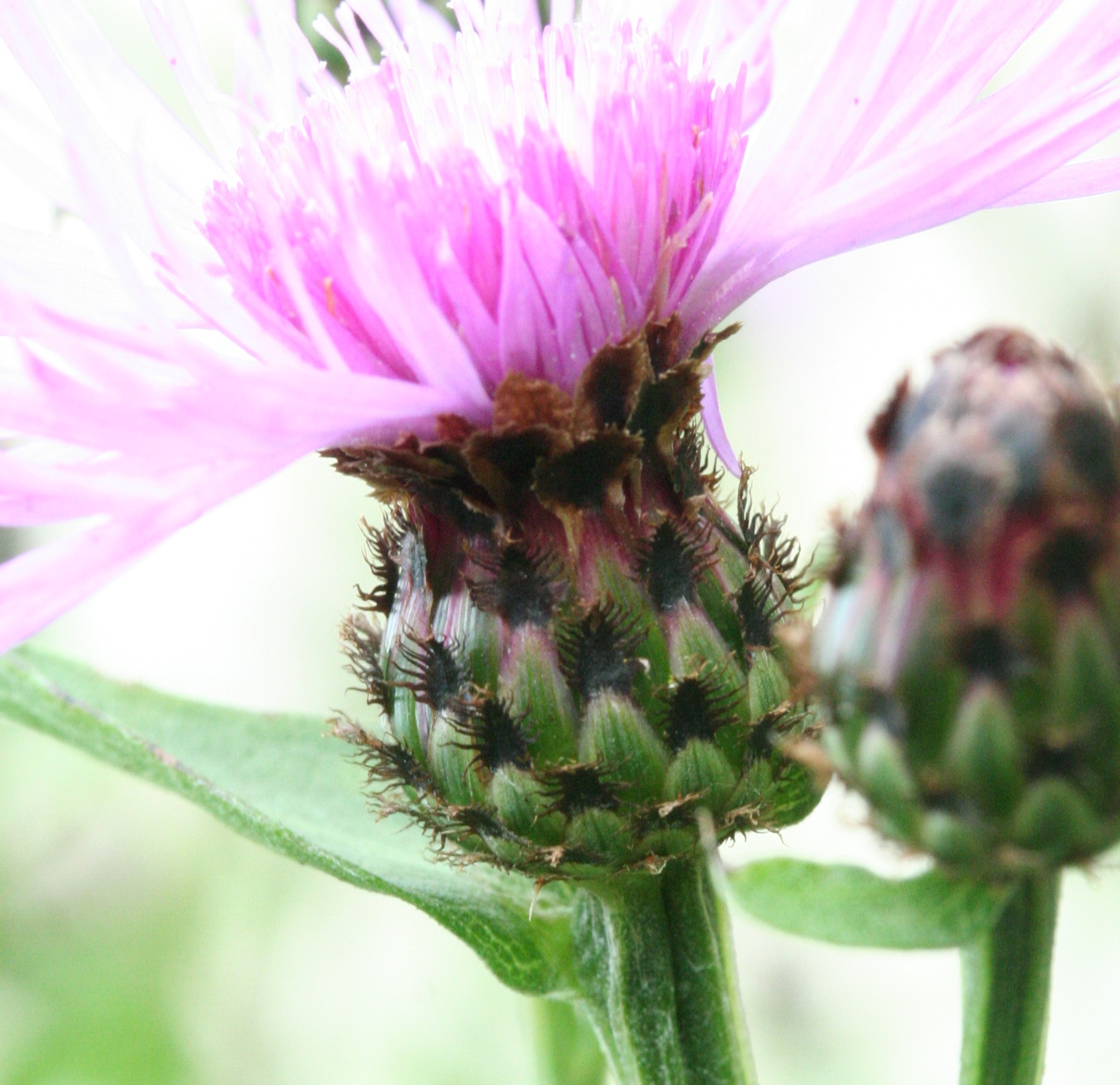
L'involucro con le squame
Località: Giardino Botanico Alpino "Giangio Lorenzoni", Pian Cansiglio, Tambre d'Alpago (BL), 1000 m s.l.m. - Data: 28-07-2012

Le infiorescenze consistono in pochi capolini raggruppati in corimbi oppure sono solitari, sono inoltre sorretti da alcune foglie alla base del capolino stesso (brattee fogliacee). I capolini sono formati da un involucro composto da diverse squame disposte in modo embricato al cui interno un ricettacolo fa da base ai fiori. L'involucro a forma cilindrica, ovoidale, campanulata o emisferica, normalmente più lungo che largo, ha un diametro di 9 – 15 mm e in genere non è interamente ricoperto dalle appendici delle squame (contrariamente ad altre specie dello stesso genere). L'appendice delle squame è a forma triangolare e di colore nerastro (da qui il nome specifico); su ciascun lato portano 6 – 8 brevi frange (o ciglia) di colore bruno piuttosto regolari; la parte indivisa dell'appendice è minore di 2 mm e il ciglio terminale è più breve di quelli laterali; quelle più interne sono troncate e irregolarmente dentate o lobate. Dimensione delle appendici triangolari delle squame: 1 – 1,5 mm.

### Fiore
I fiori (da 40 a 100) sono tutti del tipo tubuloso (il tipo ligulato, i fiori del raggio, presente nella maggioranza delle Asteraceae, qui è assente), sono ermafroditi (in particolare quelli centrali), tetra-ciclici (sono presenti 4 verticilli: calice – corolla – androceo – gineceo) e pentameri (ogni verticillo ha 5 elementi). I fiori sono tutti fertili, a parte alcuni periferici che possono essere sterili e radianti.
- Formula fiorale:

- /x K {\displaystyle \infty }, [C (5), A (5)], G 2 (infero), achenio

- Calice: i sepali del Calice sono ridotti ad una coroncina di squame.
- Corolla: la corolla è tubulosa con apice a 5 lobi esili. Quelli centrali sono zigomorfi e sono ermafroditi, quelli periferici sono attinomorfi, più grandi (i lobi sono allargati) e disposti in modo patente per rendere più appariscente tutta l'infiorescenza.[3]. Il colore della corolla è purpureo o viola (raramente bianco). Dimensione dei fiori fertili interni: 15 – 18 mm.
- Androceo: gli stami sono 5 con filamenti liberi ma corti (sono pelosi verso la metà della loro lunghezza), mentre le antere sono saldate in un manicotto (o tubo) circondante lo stilo e lungo quasi quanto la corolla; la parte superiore è costituita da prolungamenti coriacei.[15] I filamenti delle antere sono provvisti di movimenti sensitivi attivati da uno stimolo tattile qualsiasi (come ad esempio un insetto pronubo) in modo da far liberare dalle antere il polline. Contemporaneamente anche lo stilo si raddrizza per ricevere meglio il polline.[3]
- Gineceo: gli stigmi dello stilo sono due divergenti; l'ovario è infero uniloculare formato da 2 carpelli.[15]
- Fioritura: da giugno ad agosto.

### Frutti
I frutti sono degli acheni con pappo. Il colore dell'achenio è grigio-pallido con superficie finemente pelosa. Il pappo se presente è formato da brevi setole e si trova generalmente nei fiori più interni; è caduco. Dimensione degli acheni: 2,5 – 3 mm. Lunghezza delle setole del pappo: 0,5 – 1 mm.

## Biologia
- Impollinazione: l'impollinazione avviene tramite insetti (impollinazione entomogama).
- Riproduzione: la fecondazione avviene fondamentalmente tramite l'impollinazione dei fiori (vedi sopra).
- Dispersione: i semi cadendo a terra (dopo essere stati trasportati per alcuni metri dal vento per merito del pappo, se presente – disseminazione anemocora) sono successivamente dispersi soprattutto da insetti tipo formiche (disseminazione mirmecoria).

## Distribuzione e habitat
- Geoelemento: il tipo corologico (area di origine) è Europeo.
- Distribuzione:  in Italia è comune su tutto il territorio (un po' meno al sud); sono escluse le isole; fuori dai confini italiani, nella zona alpina, si trova in Francia (dipartimenti di Alpes-Maritimes, Drôme, Isère e Alta Savoia), in Svizzera (cantoni Vallese, Ticino e Grigioni), in Austria (Länder del Tirolo Settentrionale, Tirolo Orientale, Carinzia, Stiria e Austria Inferiore) e in Slovenia; sugli altri rilievi europei si trova nel Massiccio del Giura, Monti Balcani e Carpazi;[16] oltre all'Eurasia (Francia, Penisola Balcanica e Anatolia) queste piante si trovano anche nell'America del Nord, America del Sud e Australia (i queste aree è considerata specie naturalizzata e specialmente negli USA è una specie infestante).
- Habitat: l'habitat tipico per questa sottospecie sono i prati stabili e le zone incolte; il substrato preferito è calcareo ma anche siliceo con pH neutro, medi valori nutrizionali del terreno che deve essere mediamente umido.
- Distribuzione altitudinale: sui rilievi queste piante si trovano fino a 1.600 m s.l.m.; da un punto di vista altitudinale questa specie frequenta il piano vegetazionale collinare, quello montano e in parte quello subalpino (oltre a quello planiziale).

### Fitosociologia

#### Areale alpino
Dal punto di vista fitosociologico alpino l'entità di questa voce appartiene alla seguente comunità vegetale:
Formazione: comunità delle macro- e megaforbie terrestri
Classe: Molinio-Arrhenatheretea
Ordine: Arrhenatheretalia elatioris
Alleanza: Arrhenatherion elatioris

#### Areale italiano
Per l'areale completo italiano Centaurea nigrescens appartiene alla seguente comunità vegetale:
Macrotipologia: vegetazione erbacea sinantropica, ruderale e megaforbieti.
Classe: Trifolio medii-Geranietea sanguinei Müller, 1962
Ordine: Origanetalia vulgaris Müller 1962
Alleanza: Trifolion medii Müller, 1961
Descrizione. L'alleanza Trifolion medii è relativa agli orli pre-forestali mesofili a matrice marnosa, calcarea ed arenacea che si sviluppano su suoli ricchi e profondi. La distribuzione di questa cenosi è centro-europea e in Italia si estende dalle Alpi all’Appennino centro-settentrionale.
Specie presenti nell'associazione: Hypericum montanum, Inula conyza, Centaurea nigrescens, Brachypodium sylvaticum, Silene italica, Helleborus foetidus, Coronilla varia, Achillea millefolium, Agrostis capillaris, Astragalus glycyphyllos, Ajuga reptans, Lathyrus montanus, Centaurea jacea, Cruciata glabra, Hieracium racemosum, Hieracium sylvaticum, Holcus mollis, Knautia drymeia, Selinum carvifolia, Trifolium medium, Trifolium alpestre, Elytrigia repens, Festuca heterophylla, Festuca rubra, Hypericum perforatum, Poa angustifolia, Dactylis glomerata, Veronica chamaedrys, Arrhenatherum elatius, Calamagrostis epigejos, Galium album, Salvia glutinosa, Stellaria holostea e Viola reichenbachiana.
Altre alleanze per questa specie sono:
- Molinion caeruleae.

## Tassonomia
La famiglia di appartenenza di questa voce (Asteraceae o Compositae, nomen conservandum) probabilmente originaria del Sud America, è la più numerosa del mondo vegetale, comprende oltre 23.000 specie distribuite su 1.535 generi, oppure 22.750 specie e 1.530 generi secondo altre fonti (una delle checklist più aggiornata elenca fino a 1.679 generi). La famiglia attualmente (2021) è divisa in 16 sottofamiglie.
La tribù Cardueae (della sottofamiglia Carduoideae) a sua volta è suddivisa in 12 sottotribù (la sottotribù Centaureinae è una di queste).
Il genere Centaurea elenca oltre 700 specie distribuite in tutto il mondo, delle quali un centinaio sono presenti spontaneamente sul territorio italiano.

### Filogenesi
La classificazione della sottotribù rimane ancora problematica e piena di incertezze. Il genere di questa voce è inserito nel gruppo tassonomico informale Centaurea Group formato dal solo genere Centaurea. La posizione filogenetica di questo gruppo nell'ambito della sottotribù è definita come il "core" della sottotribù; ossia è stato l'ultimo gruppo a divergere intorno ai 10 milioni di anni fa.
La  C. nigrescens  fa parte della Serie polimorfa di C. jacea . I caratteri distintivi di questo gruppo sono:
- le foglie di queste piante di norma sono intere con lamina a contorno ovato, lanceolato o lineare e colorazione verde;
- la pubescenza in generale è scarsa (da glabre a pubescenti o ragnatelose);
- i capolini sono grossi (da 2 a 4 cm di diametro);
- la forma dell'involucro è da cilindrico a ovoide (diametro di 7 – 14 mm);
- l'appendice delle squame è molto sviluppata con una evidente strozzatura tra l'appendice e la parte basale; la forma dell'appendice è varia: più o meno intera, piana, concava, lacerata o denticolata;
- il colore dei fiori è roseo, rosso, rosso-aranciato o purpureo; in genere gli estremi sono raggianti;
- la lunghezza degli acheni è di 2,5 – 3 mm con pappo assente o molto ridotto.

A questo gruppo appartengono due specie (e varie sottospecie):
- Centaurea jacea L. - Fiordaliso stoppione: le appendici delle brattee sono sempre più o meno intere (o lacerate o denticolate).
- Centaurea nigrescens Willd. - Fiordaliso nerastro: le appendici delle brattee sono fimbriate.

### Variabilità

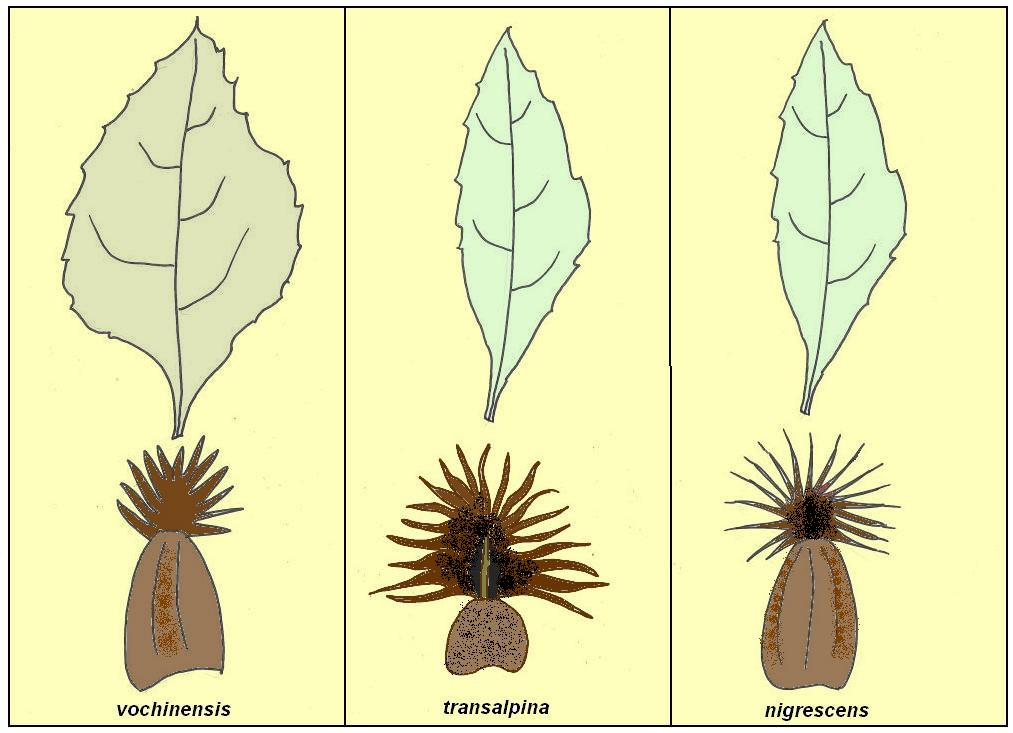
Foglie e squame di alcune sottospecie

La  C. nigrescens  è una specie molto variabile (solo in Italia sono presenti 6 sottospecie); questo ha creato non pochi problemi ai tassonomisti botanici (il lungo elenco di sinonimi ne è una prova). La variabilità di questa specie si manifesta soprattutto nella forma e superficie delle foglie, nelle dimensioni dell'involucro e nella forma dell'appendice delle squame (o brattee).
Qui di seguito sono descritte le sottospecie presenti in Italia.

#### Visione sinottica delle sottospecie
Per meglio comprendere ed individuare le varie sottospecie di  C. nigrescens , l'elenco seguente utilizza il sistema delle chiavi analitiche. Vengono elencate solamente le caratteristiche utili a distinguere una varietà dall'altra.
- 1A: la superficie delle foglie è verde e scabra;

- 2A: le foglie cauline (quelle superiori) hanno un contorno profondamente pennatifido (con segmenti lunghi fino a 9 cm); l'involucro del capolino ha un diametro di 6 - 7 mm;

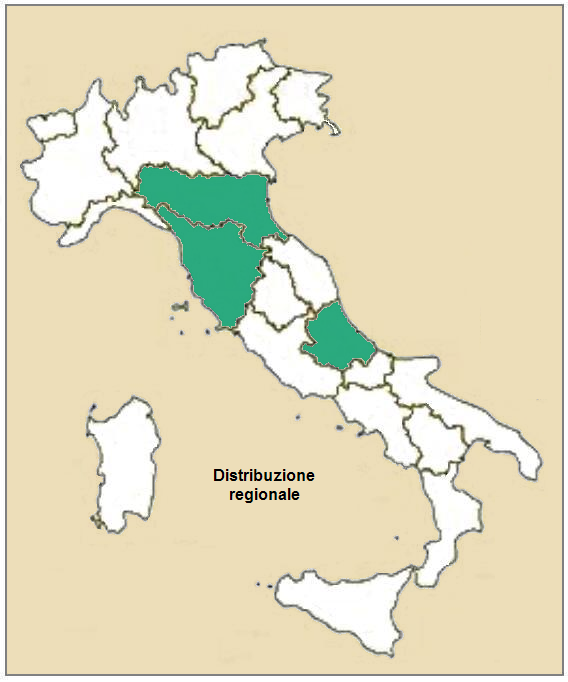
Distribuzione della sottospecie pinnatifida
(Distribuzione regionale)

Centaurea nigrescens  subsp.  pinnatifida   (Fiori) Dostál, 1976.
Basionimo: il basionimo per questa entità è Centaurea vochinensis f. pinnatifida Fiori.
Descrizione: la pianta è verde-scabra, ma non lanosa o tomentosa; il fusto ha pochi rami allungati; le foglie inferiori hanno una lamina a forma lirata (con contorno più o meno largamente-lanceolato), mentre le medie sono profondamente pennatifide con segmenti a forma lineare-lanceolata lunghi 6 - 9 cm; il diametro dell'involucro a forma ovoide è di 6 – 7 mm.

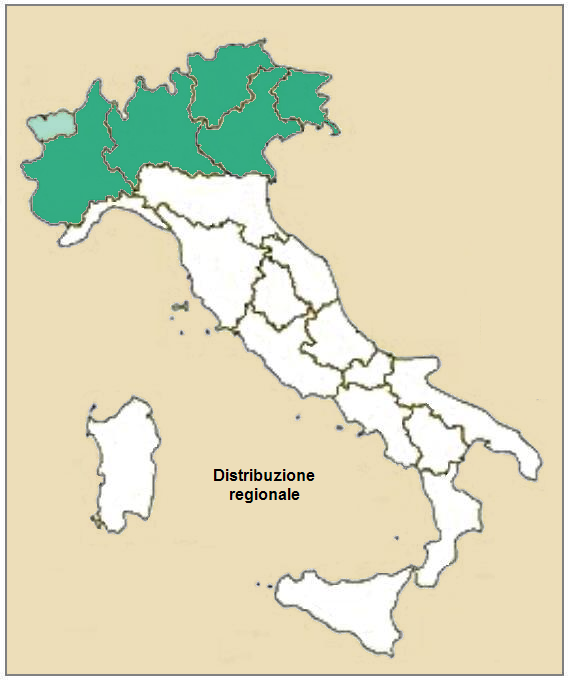
Distribuzione della sottospecie transalpina
(Distribuzione regionale)

Geoelemento: il tipo corologico è Endemico.
Distribuzione: in Italia si trova raramente nell'Appennino Tosco-Emiliano.
- 2B: le foglie cauline hanno dei contorni interi, dentati, sinuati o lirati; l'involucro del capolino ha un diametro maggiore di 7 mm;

- 3A: il diametro dell'involucro del capolino varia tra 9 e 11 mm;

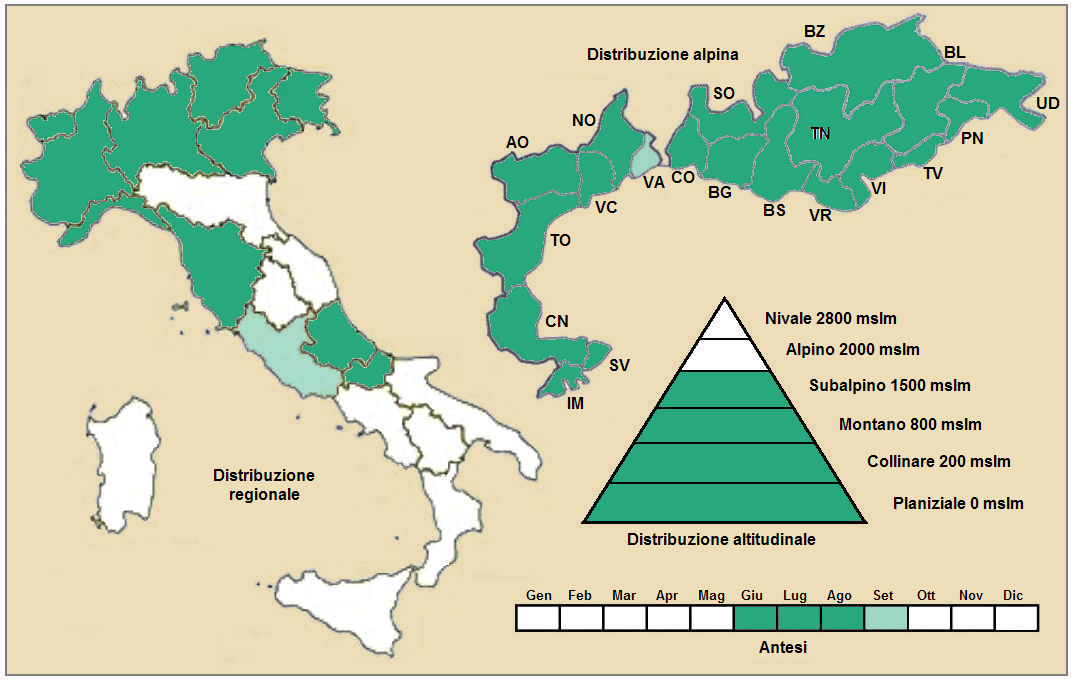
Distribuzione della sottospecie nigrescens
(Distribuzione regionale – Distribuzione alpina)

Centaurea nigrescens  subsp. nigrescens.
Descrizione: i fusti sono ramificati normalmente; le foglie (tutte verdi-scabre) inferiori sono ovato-lanceolate (intere o dentate), mentre quelle superiori sono progressivamente più ristrette alla base;  il diametro dell'involucro a forma ovoide è di 10 – 11 mm.
Centaurea nigrescens  subsp.  transalpina  (DC.) Nyman, 1879 .
Basionimo: il basionimo per questa entità è Centaurea transalpina Schleich. ex DC..
Nome comune: fiordaliso sudalpino.
Descrizione: l'altezza varia da 4 a 8 dm; i rami del fusto sono arcuato-eretti; le foglie (tutte verdi-scabre) inferiori hanno la lamina oblungo-lanceolata (dimensioni: larghezza 1 – 3 cm; lunghezza 6 – 9 cm) con contorno intero o lobato-dentato e habitus amplessicaule; il diametro dell'involucro a forma più o meno ovoide (e tendenzialmente rigonfio) è di 12 – 15 mm; è completamente ricoperto dalle appendici delle squame; le appendici delle squame sono provviste di 8 – 12 frange per ogni lato (lunghezza delle frange 1 – 2 mm); il colore delle corolle è roseo-aranciato; i fiori esterni non sono raggianti.
Antesi: da giugno a agosto.
Geoelemento: il tipo corologico (area di origine) è Alpico.
Distribuzione: in Italia si trova raramente solo al Nord (arco alpino); fuori dall'Italia è presente in Francia (mentre in Austria e Polonia è specie naturalizzata).
Habitat: questa sottospecie predilige i prati stabili e i pendii aridi.
Distribuzione altitudinale: sui rilievi queste piante si trovano da 300 a 1.600 m s.l.m..
Fitosociologia italiana: per l'areale completo italiano la sottospecie condensatus appartiene alla seguente comunità vegetale:
Macrotipologia: vegetazione delle praterie
Classe: Festuco valesiacae-Brometea erecti Br.-Bl. & Tüxen ex Br.-Bl., 1949
Ordine: Festucetalia valesiacae Br.-Bl. & Tüxen ex Br.-Bl., 1949
Alleanza: Diplachnion serotinae Br.-Bl., 1961
Descrizione. L'alleanza Diplachnion serotinae è relativa alle praterie calcicole e xerofile che si sviluppano nelle valli interne del versante meridionale delle Alpi. Questa cenosi, particolarmente ricca di specie sub-mediterranee, è distribuita in Italia ed in zone molto limitate della Svizzera.
- 3B: il diametro dell'involucro del capolino varia tra 12 e 15 mm;

- 1B: la superficie delle foglie si presenta da biancastra-ragnatelosa a bianco-tomentosa;

- 4A: la superficie delle foglie si presenta bianco-tomentosa;

Centaurea nigrescens  subsp.  ramosa   Gugler, 1907 (alcune checklist della flora spontaea italiana considerano la sottospecie ramosa inclusa nella sottospecie nigrescens).
Descrizione: tutta la pianta è densamente bianco-tomentosa; il fusto è ramificato con rami fogliosi; le foglie, dal contorno da lanceolato a lineare, possono avere dei bordi interi o dentellati con superficie lanosa oppure più o meno tomentosa; il diametro dell'involucro a forma ovoide è di 10 – 11 mm; l'appendice delle squame è tanto lunga quanto larga.
Distribuzione: in Italia si trova comunemente sia al Nord che al Centro; fuori dall'Italia è presente in Francia e Svizzera;
- 4B: la superficie delle foglie si presenta biancastra o grigiastra, ma sempre ragnatelosa;

- 5A: il diametro dell'involucro del capolino varia tra 10 e 11 mm; le appendici delle brattee dell'involucro sono colorate di bruno chiaro con forme ovato-lanceolate;

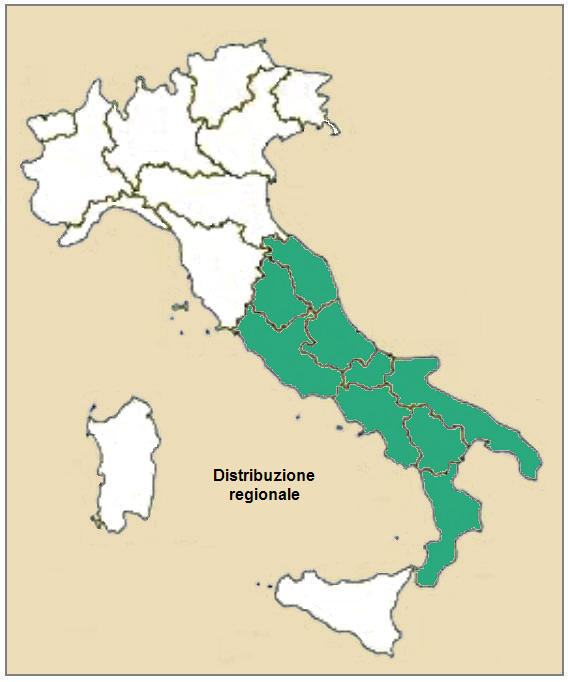
Distribuzione della sottospecie neapolitana
(Distribuzione regionale)

Centaurea nigrescens  subsp. neapolitana  (Boiss.) Dostál, 1976.
Basionimo: il basionimo per questa entità è Centaurea neapolitana Boiss..
Descrizione: tutta la pianta è ricoperta da un tomento ragnateloso biancastro; i fusti sono semplici e poco ramificati; le foglie possono avere dei bordi interi o dentellati con superficie lanosa oppure più o meno tomentosa (quelle cauline sono oblunghe); il diametro dell'involucro a forma cilindrica è di 9 – 11 mm; l'appendice delle squame è colorata di bruno-chiaro e la forma è più lunga che larga.
Distribuzione: in Italia si trova comunemente dalle Marche alla Calabria.
Geoelemento: il tipo corologico (area di origine) è Endemico.
Fitosociologia: per l'areale completo italiano Centaurea nigrescens appartiene alla seguente comunità vegetale:
Macrotipologia: vegetazione delle praterie.
Classe: Molinio-arrhenatheretea Tüxen, 1937
Ordine: Arrhenatheretalia elatioris Tüxen, 1931
Alleanza: Ranunculo neapolitani-Arrhentatherion elatioris Allegrezza & Biondi, 2011
Descrizione: l'alleanza Ranunculo neapolitani-Arrhentatherion elatioris è relativa ai prati più o meno pingui dal piano bioclimatico mesotemperato superiore al supratemperato inferiore. La distribuzione è relativa all'Italia centrale e meridionale. Questa cenosi è fortemente influenzata dalle attività antropiche e si può mantenere esclusivamente attraverso interventi di sfalcio e occasionalmente con la concimazione.
- 5B :il diametro dell'involucro del capolino varia tra 7 e 8 mm; le appendici delle brattee dell'involucro sono colorate di nero con forme triangolari;

Centaurea nigrescens subsp. vochinensis (W. D. J. Koch) Nyman, 1879  (alcune checklist della flora spontanea italiana considerano la sottospecie  vochinensis  inclusa nella sottospecie nigrescens).
Nome comune: fiordaliso carniolico.
Descrizione: il fusto è semplice o poco ramificato con una altezza che varia da 5 a 8 dm; le foglie hanno una colorazione verde-grigiastra e sono fittamente ragnatelose; quelle inferiori hanno una lamina a forma ovato-lanceolata (larghezza 4 – 6 cm; lunghezza 5 – 8 cm): le foglie superiori sono amplessicauli con base arrotondata; il diametro dell'involucro a forma sub-cilindrica è di 7 – 8 mm; non è ricoperto dalle appendici delle squame.
Antesi: da giugno a luglio.
Geoelemento: il tipo corologico (area di origine) è Sud-Est Europeo.
Distribuzione: in Italia si trova comunemente solamente all'estremo Nord-Est; fuori dall'Italia si trova nella Penisola Balcanica (in Ungheria è specie naturalizzata).
Habitat: questa sottospecie predilige i prati umidi e i boschi rivieraschi.
Distribuzione altitudinale: sui rilievi queste piante si trovano fino a 1.500 m s.l.m..
Numero cromosomico: 2n = 44.

#### Altre sottospecie
Oltre alle sottospecie presenti nella flora spontanea italiana e descritte sopra, nella "Centaurea nigrescens" sono considerate valide le seguenti altre varietà (non presenti sul territorio italiano):

- Centaurea nigrescens subsp. smolinensis (Hayek) Dostál (basionimo: Centaurea smolinensis Hayek) – Distribuzione: Bosnia ed Erzegovina.

### Sinonimi e nomi obsoleti

#### Sinonimi
Questa entità ha avuto nel tempo diverse nomenclature. L'elenco seguente indica alcuni tra i sinonimi più frequenti:
- Centaurea bracteata Balb. ex Steud.
- Centaurea brevipappa Boiss. & Reut.
- Centaurea carniolica Host (sinonimo della sottospecie vochinensis)
- Centaurea denticulata
- Centaurea dubia Suter non Gmelin (sinonimo della sottospecie  transalpina )
- Centaurea dubia Suter subsp.dubia (sinonimo della sottospecie  transalpina )
- Centaurea dubia Suter subsp nigrescens (Willdenow) Hayek
- Centaurea dubia Suter subsp.ramosa (sinonimo della sottospecie ramosa)
- Centaurea dubia Suter subsp.smolinensis (Hayek) Hayek (sinonimo della sottospecie  smolinensis )
- Centaurea dubia Suter subsp vochinensis (Bernhardi ex Reichenbach) Hayek
- Centaurea kochii Nyman
- Centaurea jacea L. subsp nigrescens (Willdenow) Celakovsky
- Centaurea jacea L. subsp.transalpina (DC.) R.C.V.Douin (sinonimo della sottospecie  transalpina )
- Centaurea neapolitana Boiss. (sinonimo della sottospecie neapolitana)
- Centaurea nigrescens subsp. pinnatipartita (Fiori) Dostál (sinonimo della sottospecie pinnatifida)
- Centaurea nigrescens subvar. nigrescens
- Centaurea nigrescens var. nigrescens
- Centaurea nigrescens var. rotundifolia Bartl. (sinonimo della sottospecie vochinensis)
- Centaurea nigrescens var. vochinensis W.D.J.Koch (sinonimo della sottospecie vochinensis)
- Centaurea pratensis subsp. nigrescens (Willd.) P. Fourn.
- Centaurea ramosa (Gugler) Hayek  (sinonimo della sottospecie ramosa)
- Centaurea rotundifolia (Bartl.) Hayek (sinonimo della sottospecie ramosa e/o vochinensis)
- Centaurea schemnitzensis Hort. ex Steud.
- Centaurea sciaphila Vuk.
- Centaurea smolinensis Hayek (sinonimo della sottospecie smolinensis)
- Centaurea spathulata Ten. (sinonimo della sottospecie neapolitana)
- Centaurea subcordata Freyn & Sint.
- Centaurea transalpina Schleicher (sinonimo della sottospecie  transalpina )
- Centaurea trapezuntina Boiss.
- Centaurea tubulosa Nyman
- Centaurea vochinensis Bernh. Sensu Auct. Fl. Ital. (sinonimo della sottospecie ramosa)
- Centaurea vochinensis Bernh. ex Rchb. (sinonimo della sottospecie vochinensis)
- Centaurea vochinensis f. pinnatifida Fiori (sinonimo della sottospecie pinnatifida)
- Centaurea vochinensis f. vochinensis (sinonimo della sottospecie vochinensis)
- Cyanus nigrescens J.Presl & C.Presl
- Jacea carniolica (Host) Holub
- Jacea neapolitana (Boiss.) Holub (sinonimo della sottospecie neapolitana)
- Jacea nigrescens (Willd.) Soják
- Jacea nigrescens (Willd.) Soják subsp. nigrescens
- Jacea nigrescens (Willd.) Soják subsp. transalpina Soják
- Jacea smolinensis (Hayek) Holub (sinonimo della sottospecie smolinensis)

#### Nomi obsoleti
L'elenco seguente indica alcuni nomi della specie di questa voce non ritenuti più validi (tra parentesi il taxon a cui si riferisce attualmente il nome obsoleto):
- Centaurea nigrescens subsp. serotina Nyman (sinonimo di Centaurea decipiens Thuill.)
- Centaurea nigrescens subvar. salicifolia (Willd.) Gugler (sinonimo di Centaurea phrygia subsp. salicifolia (M.Bieb. ex Willd.) Mikheev)

### Specie simili
Diverse sono le specie simili a quella di questa voce. La tabella sottostante mette a confronto alcuni caratteri di alcune di queste specie.
| Specie        | Altezza (cm) | Fusto                              | Foglie                                   | Diametro capolino (mm) | Involucro (mm)                                | Appendice delle squame                               | Fiori                        |
| ------------- | ------------ | ---------------------------------- | ---------------------------------------- | ---------------------- | --------------------------------------------- | ---------------------------------------------------- | ---------------------------- |
| C. jacea      | 30 - 110     | Poco ramoso                        | Intere lanceolato-ovate                  | 25 - 45                | 12 – 15, cilindrico                           | Cartilaginea sub-rotonda con bordo denticolato       | Purpurei raggianti           |
| C. nervosa    | 10 - 40      | Semplice con un solo capolino      | Intere lanceolato-acute                  | 40 – 60                | 15 - 20, sferico, ricoperto dalle appendici   | Piumosa di colore ferruginoso                        | Purpurei raggianti           |
| C. nigra      | 30 - 80      | Mediamente ramoso                  | Intere ovato-lanceolate (a volte lobate) | 15 - 30                | 14 – 18, cilindrico                           | Nera con 10-20 ciglia per lato                       | Rosso-purpurei non raggianti |
| C. nigrescens | 30 - 100     | Con abbondanti rami eretto-patenti | Intere lanceolate, raramente lobate      | 25 - 40                | 8 – 11, cilindrico, ricoperto dalle appendici | Nerastra e triangolare con 6-8 brevi frange per lato | Purpurei raggianti           |
| C. phrygia    | 20 - 100     | Ramoso con diversi capolini        | Intere ellittiche                        | 20 – 60                | 15 – 20, sferico, ricoperto dalle appendici   | Bruna con 10-20 ciglia per lato (lunga 10 mm)        | Roseo-purpurei raggianti     |